# Никола Пилић
Никола Пилић (рођен 27. августа 1939) је бивши југословенски тенисер и тениски тренер.

## Тениска каријера
Никола Пилић је био члан ТК Сплит од 1953. Од 1957. играо је за омладинску репрезентацију Југославије, а од 1961. за сениорску. Првенства Југославије је освајао је 5 пута у појединачној конкуренцији (1962—64, 1966—67), 7 пута у игри мушких парова (1959. са Срђаном Јелићем и са Бором Јовановићем 1961—66) и једном у игри мешовитих парова са Марицом Циндрак 1959.
У каријери је освојио 3 турнира, а најбољи пласман на АТП листи било му је 12. место (31. октобар 1973, а пре Опен ере 7. место). Играо је једно финале гренд слема у појединачној конкуренцији, када је на Ролан Гаросу 1973. године изгубио од Илијеа Настасеа у три сета. Пилић је учествовао на два гренд слем финала у конкуренцији парова. На Вимблдону 1962. године њега и Бору Јовановића поразили су Аустралијанци Боб Хјуит и Фред Стол. Освојио је Отворено првенство САД 1970. године у пару са Французом Пјером Бартесом, победивши аустралијски пар Рој Емерсон / Род Лејвер са 3:1. Такође, 1963. је освојио злато на Медитеранским играма у пару играјући с Бором Јовановићем. Повукао се 1978. године.

## Тренерска каријера
Као тренер са Немачком је освојио Дејвис куп три пута 1988, 1989. и 1993. године. У то време је тренирао познате тенисере Бориса Бекера и Михаела Штиха. Успех је остварио са хрватском тениском репрезентацијом 2005. године, када је у финалу победила Словачку у Братислави. Радио је као саветник Дејвис куп репрезентације Србије и такође учествовао у тријумфу 2010. године.
Има тениску академију у Минхену, у којој су тренирали многи познати тенисери, између осталог, и српски тенисер Новак Ђоковић.
У 2020. додељена му је Златна медаља за заслуге Републике Србије.

## Гренд слем финала

### Појединачно 1 (0:1)
| Исход  | Година | Турнир      | Подлога | Противник     | Резултат      |
| Финале | 1973.  | Ролан Гарос | Шљака   | Илије Настасе | 3:6, 4:6, 0:6 |

### Парови 2 (1:1)
| Исход  | Година | Турнир                 | Подлога | Партнер        | Противници у финалу      | Резултат у финалу  |
| Финале | 1962.  | Вимблдон               | Трава   | Боро Јовановић | Боб Хјуит Фред Стол      | 2:6, 7:5, 2:6, 4:6 |
| Победа | 1970.  | Отворено првенство САД | Трава   | Пјер Барте     | Рој Емерсон & Род Лејвер | 6:3, 7:6, 4:6, 7:6 |